# Bull (computermerk)

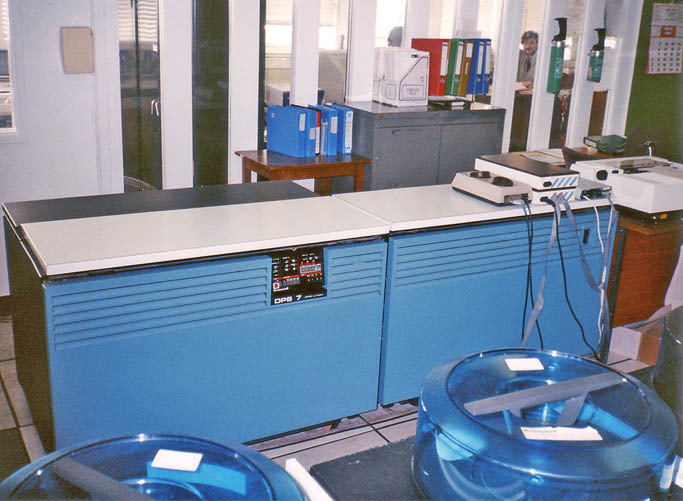
De DPS7 van Bull

Compagnie des machines Bull, kortweg Bull, was een Franse fabriek voor de productie van zware computers en computersystemen. De naam is ontleend aan de Noorse ingenieur  Frederik Rosing Bull, die in de jaren 1920 aan de wieg stond van een ponskaartensysteem met een eigen code. Hij week daarmee af van de toen populaire code van de Amerikaan Herman Hollerith die werd gebruikt door wat later IBM zou worden. Met de patenten van Bull werd in 1931 in Frankrijk de Compagnie des machines Bull opgericht. In relatief korte tijd werd het wereldwijd een van de grootste fabrikanten van mainframecomputers. Bull is in verschillende handen geweest, sinds 2014 van het Franse bedrijf Atos. 

## Nederland
In Nederland werd in 1954 Bull Nederland, Administratie- en Statistiekmachine Maatschappij N.V. opgericht. Vanuit verschillende en afzonderlijk werkende mechanische administratieve machines, voornamelijk gebaseerd op het ponskaartensysteem, produceerde Bull uiteindelijk voor die tijd bijzondere mainframecomputers die konden werken met een eigen besturingssysteem, genaamd GCOS.
Omstreeks 1964 was Bull-Nederland promotor van verschillende mainframecomputers, zoals de serie 400, de Gamma ET en de Gamma 30. Het laatstgenoemde getransistoriseerde apparaat was een elektronisch informatieverwerkend systeem met een 6 bits-structuur met een snelheid van 30 milliseconden per instructie. De programmeertaal werd met een assembler van Amerikaanse makelij omgezet in machinetaal. Die werd ontwikkeld voor ondernemingen waarvoor het ponskaartensysteem ontoereikend was.
Programmeurs streefden naar tijdsefficiënte programmering zodat een taak zo snel mogelijk elektronisch verwerkt werd, zonder dat het programma onbegrijpelijk werd voor opvolgende programmeurs. De voornaamste kenmerken waren:
- zeer korte accestijd (7 microseconden) voor het centrale geheugen;
- volledige variabele woordlengte;
- groot centraal magnetisch kernengeheugen;
- talrijke automatische interne controles;
- mogelijkheid van gelijktijdig werken van de centrale eenheid en de gekoppelde elementen (simultaan werken);

Bull-Nederland was in die tijd gevestigd aan de Vliegtuigstraat/Schinkel te Amsterdam, evenals de programmeerafdeling. 
Het geheugen van de Gamma 30 bestond uit heel veel magnetische ringetjes (ringkerngeheugen), die met het blote oog te zien waren. Gegevensinvoer gebeurde met ponskaarten. De informatie werd opgeslagen op (brede) magnetische banden die in stofvrije kasten bewaard werden. Schijfopslag was in die tijd nog te traag. Met een verlicht touchscreen konden bij incidenten correcties in bits aangebracht worden. De regeldrukker werkte met een snel roterende ketting zoals bij de telexapparaten.
Er bestond ook nog de kleinere Gamma 10 die geprogrammeerd werd in machinetaal en -later- de Gamma 60.
Ook was er een machinefabriek waar ponskaartenmachines en andere apparaten gemaakt werden ten dienste van de reeds bestaande automatisering die hardwarematig op een stekkerframe (gelijkend op dat van de Hollerithmachine) geprogrammeerd moesten worden.
Bull-Nederland richtte zich in Nederland op bedrijven die bedrijfsautomatisering bevorderden en implementeerden, bestudeerde bij die bedrijven de handmatige bewerkte administratieve systeem, voerde systeemananalyse uit en ontwikkelde programmatuur en voerde ten slotte de opdrachten zoals bijvoorbeeld salarisadministratie uit voor bedrijven die niet in staat waren zelfstandig een computerzaal met ontwikkelafdeling in te richten.

## Fusies en overname door Atos
Op 12 november 1964 fuseerde Bull aanvankelijk met het Amerikaanse General Electric en later met Honeywell tot Honeywell-Bull. In Nederland vestigde dit bedrijf zich in Diemen. In 1982 werd Bull door de Franse overheid genationaliseerd en werd het samengevoegd met andere Franse computerbedrijven. In 1994 werd het bedrijf weer naar de beurs gebracht en kwam daarmee weer in private handen. In mei 2014 nam Atos Bull over voor een bedrag van ongeveer 620 miljoen euro. Met de overname versterkte Atos zijn positie binnen het Europese IT-consulting-landschap, met name op het gebied van cloud computing, big data en cybersecurity. Bull telde in 2014 9200 werknemers en had een omzet van circa 1,3 miljard euro, waarvan de helft werd gerealiseerd in Frankrijk.